# 16260 Sputnik
16260 Sputnik è un asteroide della fascia principale. Scoperto nel 2000, presenta un'orbita caratterizzata da un semiasse maggiore pari a 2,4014952 UA e da un'eccentricità di 0,1915316, inclinata di 4,67711° rispetto all'eclittica.